# HAL FROM APOLLO '69
HAL FROM APOLLO '69（ハル・フロム・アポロ69）は、日本のロックユニット。

## メンバー
- HAL

ボーカル。
活動凍結後は5人組ロックバンドCore-MEDALICSを結成。
- ZOE（山田貴久、1971年3月2日[4] - 2006年8月16日）

ギター、プログラミング。
RaFF-Cussのギタリストとしても活動。
2006年8月16日、悪性リンパ腫のため逝去。

## 概要・来歴
1989年、4人編成のバンドとして活動開始。その後、2人組のユニットとして、1994年8月に福富幸宏プロデュースによる1stシングル「BLEEDING T.V.」をリリースし、日本とドイツ同時デビューを果たす。同年9月には東芝EMI傘下のスイート・スプエスト!からメジャーデビュー盤『Pyramid Of Venus』をリリース。1996年7月にリリースされた『mindgater』、1997年7月にリリースされた2ndアルバム『SUCK MY BLOOD, BABY』はロンドンにてブライアン・ニューをプロデューサーに迎えて制作された。
1999年8月にはSMEJ Associated Recordsから移籍後初の3rdアルバム『666』をAndy Gillプロデュースにてリリース。
2002年5月27日活動凍結。

## ディスコグラフィ

### 参加作品
| 発売日        | タイトル                              | 規格品番    | 曲順 | 楽曲                |
| ------------- | ------------------------------------- | ----------- | ---- | ------------------- |
| 1996年8月31日 | BORDER - A Tribute to Motoharu Sano - | bounce-0023 | M.4  | SUNDAY MORNING BLUE |
| 2013年9月11日 | 90's シブヤ系 コンピレーション        |             | M.7  | SWEET THING         |

## タイアップ一覧
| 使用年 | 曲名             | タイアップ                                     |
| ------ | ---------------- | ---------------------------------------------- |
| 1995年 | Rokket Khaos     | STORMY CMイメージソング                        |
| 1995年 | Rokket Khaos     | テレビ朝日系『チャンネル99』オープニングテーマ |
| 1996年 | BACKFIRE SHUFFLE | ホンダ「ホーネット」CMソング                   |
| 1996年 | DRAGOON          | テレビ朝日系『Q99』オープニングテーマ          |

## ヘヴィー・ローテーション/パワープレイ

### テレビ
| 放送年 | 曲名    | ヘヴィー・ローテーション/パワープレイ     |
| ------ | ------- | ----------------------------------------- |
| 1995年 | BOOSTER | スペースシャワーTV 1995年5月度POWER PUSH! |